# Ophaalbrug Merksem Klein Dok

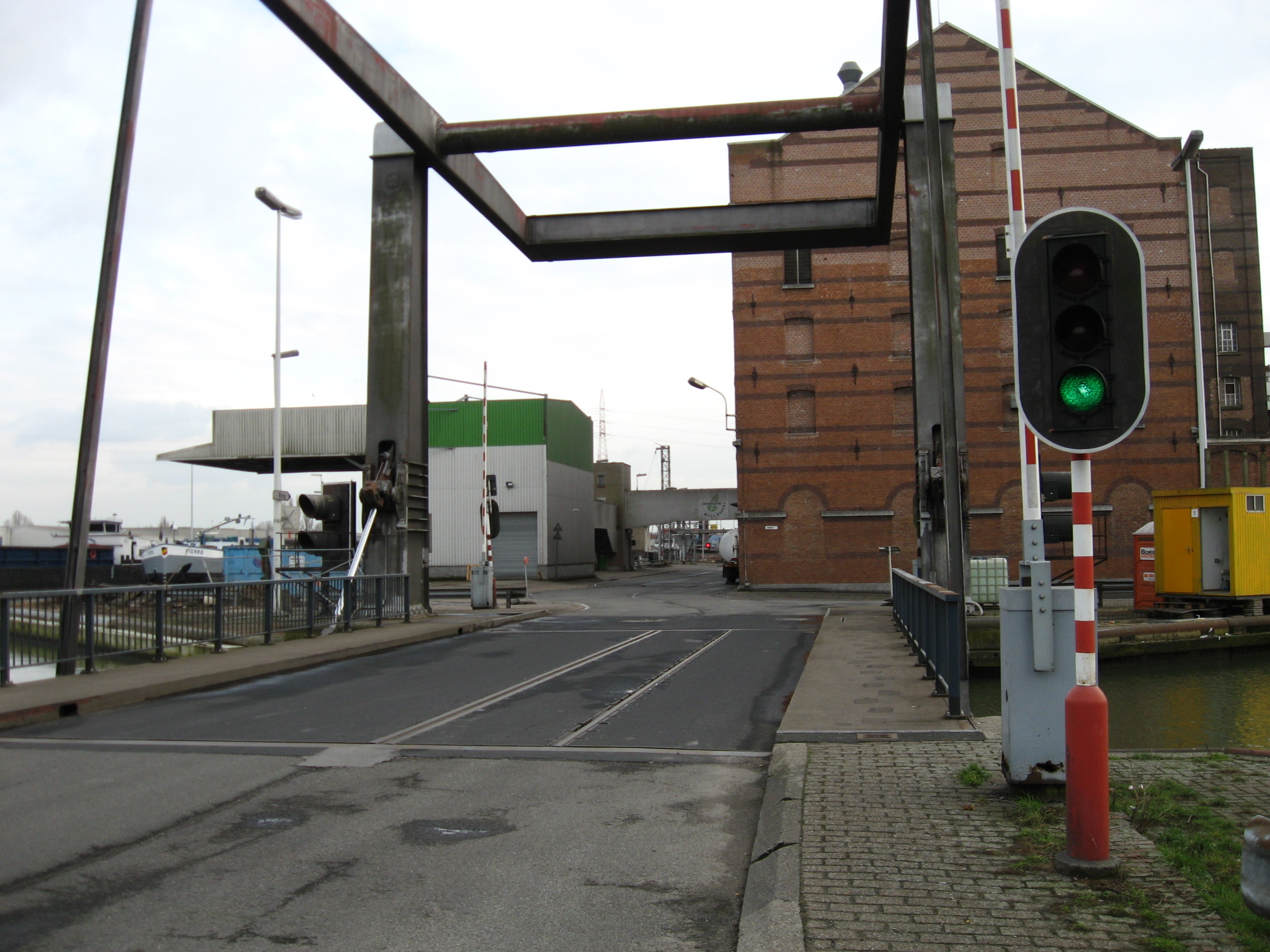

De Ophaalbrug over het Klein Dok is een brug in het Antwerpse havengebied, op de rechter oever van het Albertkanaal, in Merksem, in België. 
De brug bevindt zich in/op de Westkaai, aan het begin van het korte doodlopende Klein Dok, en is een ophaalbrug. De doorvaarthoogte is 7 meter. Een schip mag maximaal 8,20 meter breed zijn, en een diepgang van 2,50 meter hebben.
Op de brug is nog treinrails aanwezig. Dit was een zij-lijn van spoorlijn 220. De sporen lagen op de Westkaai, Oostkaai, Noordkaai en Zuidkaai, met diverse aansluitingen naar de waterkant en naar bedrijven. Tot in de jaren '60 reden er ook goederen-trams van de NMVB over de brug, op meterspoor. In de jaren '90 verdween de rails langs beide dokken, en in 2014 sloot ook de hoofdlijn over de Vaartkaai.